# Henrik Rosenkvist
Per Henrik Ragnar Rosenkvist, född 29 maj 1965 i Heliga trefaldighets församling, Kristianstad, är en svensk språkvetare och professor i nordiska språk.
Han disputerade vid Lunds universitet 2004 på en avhandling om grammatikaliseringsteori och blev också docent där 2010. Sedan 2013 arbetar han vid Göteborgs universitet, där han blev professor 2015.
Rosenkvist har främst forskat om språkhistoria och grammatik, med ett särskilt intresse för teorier om grammatisk språkförändring. Han har också bedrivit forskningsprojekt om subjektsutelämning, negationer och språkvarieteter som älvdalska och estlandssvenska.
2014 efterträdde han tillsammans med Ylva Byrman språkexperten Lars-Gunnar Andersson i P1-programmet Språket.

## Utmärkelser, ledamotskap och priser
- 1997. The Nordic Association of Linguists' Studentship.
- 2005. Kockska priset. Vetenskapssocieteten, Lund.
- 2006. Kockska belöningen.
- 2006. Svenska Akademiens stipendium till yngre språkforskare.
- 2019. Kungl. Gustav Adolfs Akademien för svensk folkkultur. Pris ur Jöran Sahlgrens minnesfond. Motivering: För hans skarpsinniga arbete rörande svenska dialekter där han anlagt nya infallsvinklar och därigenom förnyat forskningsfältet.
- 2011–. Ledamot av Vetenskapssocieteten i Lund (LVSL, 2011)[4]
- 2024–. Ledamot av Kungliga Gustav Adolfs Akademien